# Nobuhisa Yamada
Nobuhisa Yamada (山田 暢久 Yamada Nobuhisa?,  nacido el 10 de septiembre de 1975 en Fujieda, Shizuoka) es un exfutbolista japonés que se desempeñaba como defensa.
Yamada jugó 15 veces para la selección de fútbol de Japón entre 2002 y 2004. Fue elegido para integrar la selección nacional de Japón para los Copa FIFA Confederaciones 2003.

## Trayectoria

### Clubes
| Club               | País  | Año         |
| ------------------ | ----- | ----------- |
| Urawa Red Diamonds | Japón | 1994 - 2013 |

### Selección nacional
| Selección | País  | Año         |
| --------- | ----- | ----------- |
| Absoluta  | Japón | 2002 - 2004 |

## Estadística de equipo nacional
| Selección de Japón | Selección de Japón | Selección de Japón |
| Año                | Part.              | Goles              |
| ------------------ | ------------------ | ------------------ |
| 2002               | 1                  | 0                  |
| 2003               | 11                 | 0                  |
| 2004               | 3                  | 1                  |
| Total              | 15                 | 1                  |

## Palmarés

### Títulos nacionales
| Título             | Club               | País  | Año  |
| ------------------ | ------------------ | ----- | ---- |
| Copa J. League     | Urawa Red Diamonds | Japón | 2003 |
| Copa del Emperador | Urawa Red Diamonds | Japón | 2005 |
| J1 League          | Urawa Red Diamonds | Japón | 2006 |
| Copa del Emperador | Urawa Red Diamonds | Japón | 2006 |